# Dalea reclinata
Dalea reclinata är en ärtväxtart som först beskrevs av Antonio José Cavanilles, och fick sitt nu gällande namn av Carl Ludwig von Willdenow. Dalea reclinata ingår i släktet Dalea, och familjen ärtväxter. Inga underarter finns listade i Catalogue of Life.